# Кузмичёвка (станция)
Кузмичёвка — железнодорожная станция Московской железной дороги на линии Орёл — Верховье — Елец (линия однопутная, тепловозная). Расположена в Орловском районе Орловской области между станциями Семинарская и Золотарёво. В границах станции располагается платформа Домнино.
Станция не относится ни к одному населенному пункту. Ближайшие населенные пункты — деревня Лесная (300 м), село Большая Куликовка (580 м) и деревня Крутая Гора (1.9 км)

## История
Открыта в 1870 году как станция Орловско-Грязской железной дороги, которая в дальнейшем была соединена с Грязе-Царицынской железной дорогой и продлена до Борисоглебска, а затем до Царицына.

## Расписание движения
Поезда дальнего следования используют станцию как разъезд и делают на ней технические остановки, однако пассажирское сообщение со станцией обеспечивается исключительно пригородными поездами. Они связывают Кузмичевку с Орлом, а также райцентрами Орловской области (Залегощь, Верховье, Хомутово, Красная Заря, Ливны), а также райцентром Измалково в Липецкой области. До начала 2013 года существовало беспересадочное сообщение с городом Ельцом Липецкой области, однако на данный момент пригородного движения на участке Елец-Измалково нет из-за отсутствия финансирования со стороны администрации Липецкой области.
| Маршрут движения | Отправление | Маршрут движения | Отправление |
| ---------------- | ----------- | ---------------- | ----------- |
| Верховье — Орёл  | 5:46        | Орёл — Верховье  | 19:40       |
| Орёл — Ливны     | 9:05        | Ливны — Орёл     | 18:25       |
| Измалково — Орёл | 13:00       | Орёл — Измалково | 14:32       |